# 나고야코역
나고야코역(나고야항역, 일본어: 名古屋港駅 나고야코오에키[*])은 일본 아이치현 나고야시 미나토구에 위치한 철도역이다.

## 역 구조
섬식 승강장 1면 2선의 지하역이다. 역 개통과 동시에 버스 터미널이 병설되었다.

### 타는 곳
| 1·2 | 〓 지하철 메이코 선 | 가나야마 방면 ■ 지하철 메이조 선에 직결 운행 사카에·오조네 방면 |

## 역세권 정보
- 나고야 항
- 국도 제154호선

## 역사
- 1971년 3월 29일: 영업 개시.
- 2004년 10월 6일: 4호선의 나고야다이가쿠 ~ 아라타마바시 역간 개업에 따라 노선 이름의 명칭을 메이코 선으로 지정함.

## 사진

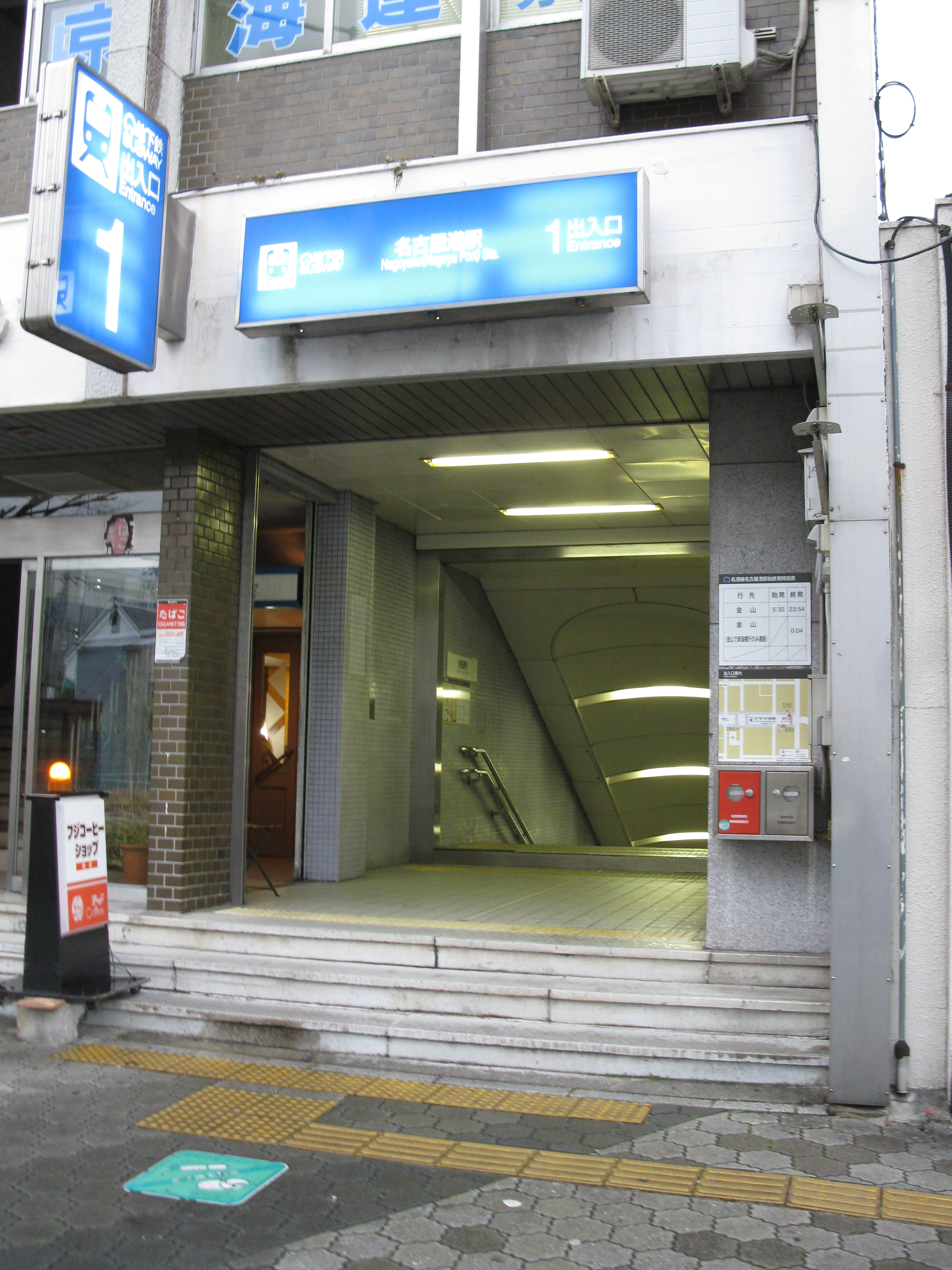
1번 출입구 모습(2010년 3월 15일)

## 인접역
| 나고야 시 교통국 〓 지하철 메이코 선 | 나고야 시 교통국 〓 지하철 메이코 선 | 나고야 시 교통국 〓 지하철 메이코 선 |
| ------------------------------------ | ------------------------------------ | ------------------------------------ |
| 시·종착역                            |                                      | 쓰키지구치 E 06 가나야마 방면        |